# Marcha de las putas

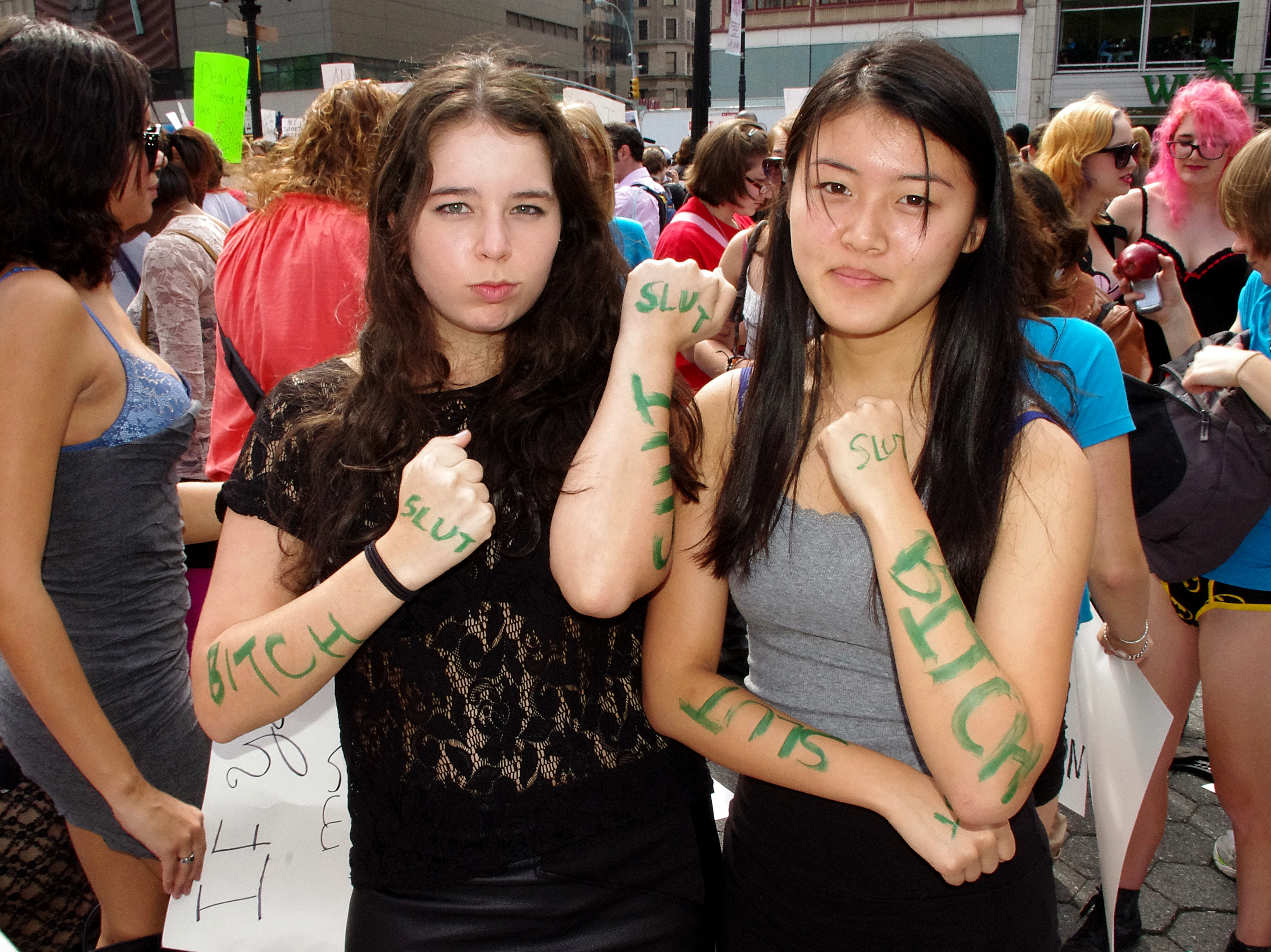
Marcha de las putas en Nueva York

La Marcha de las putas, conocida como SlutWalk en inglés, es una movilización callejera iniciada en Canadá en abril de 2011, convertida en un movimiento de protesta internacional hacia las violaciones y agresiones sexuales contra las mujeres. La primera marcha se celebró en Toronto el 3 de abril de 2011 y desde entonces ha sido replicada en otros países como Israel, Estados Unidos, Reino Unido, Australia, India, México, Argentina, Colombia, Costa Rica, Perú, Ecuador, Honduras y Uruguay.
Previo al desencadenamiento del movimiento, de acuerdo con Herriot, las noticias locales de octubre a noviembre de 2010 revelan no sólo múltiples asaltos sexuales de alto perfil en los espacios públicos de Toronto, no sólo matizan a las víctimas, sino que las culpabilizan de estos crímenes.

## Origen

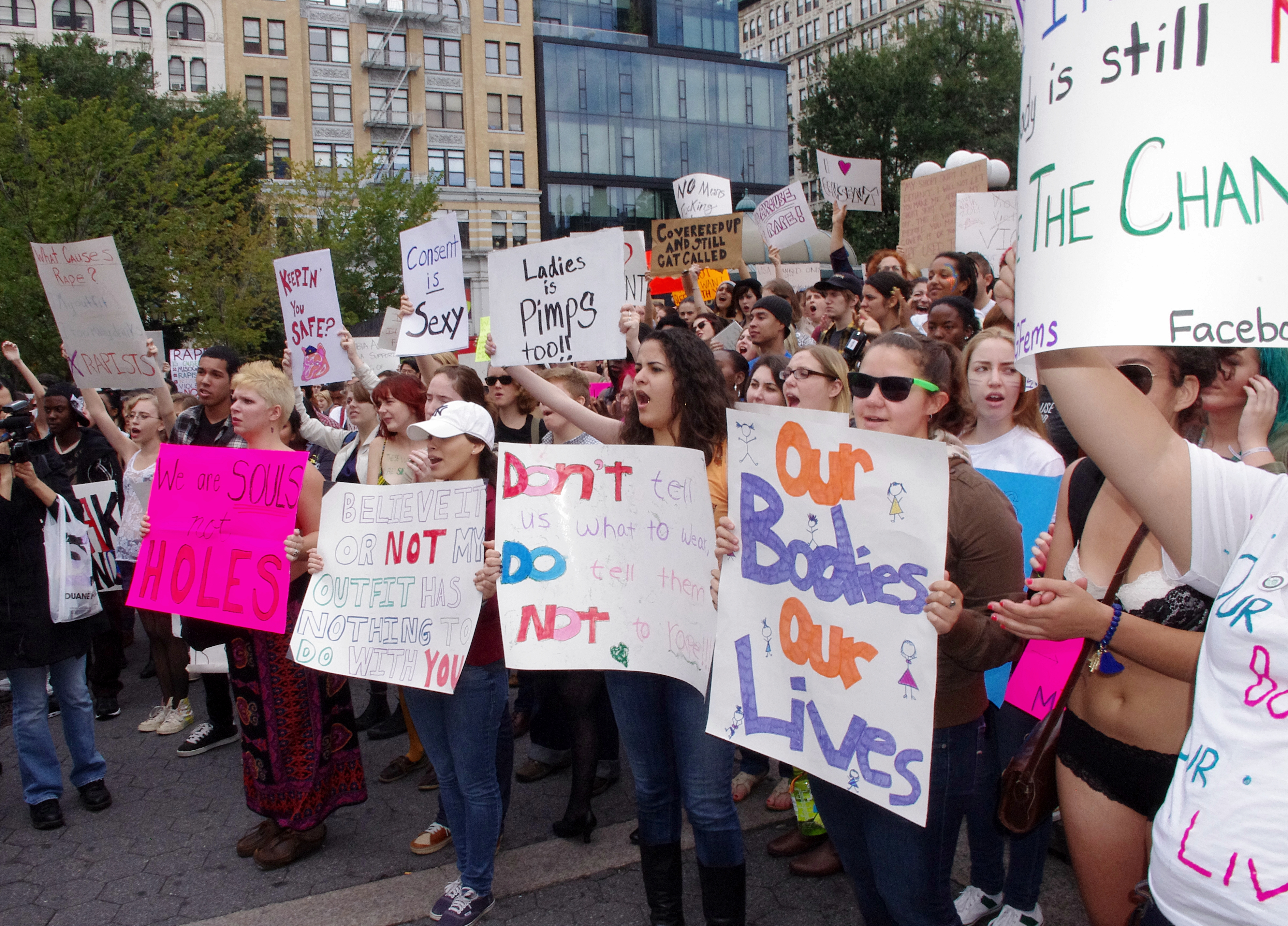
Marcha en Nueva York en octubre de 2011

Antes de que la primera marcha del movimiento tuviera lugar, este fue ‘viral’, atrayendo mucha publicidad a través de los blogs feministas, incluidos sitios populares, tales como: Rabble.ca, Jezebel and Feministing.
La marcha se inició como respuesta a los comentarios machistas de un policía canadiense, Michael Sanguinetti, quien, en enero de 2011, en una conferencia sobre seguridad civil en Osgoode Hall Law School en Toronto, dijo que las mujeres deberían evitar vestirse como putas para no ser víctimas de violencia sexual.
Un grupo de mujeres canadienses reaccionó con indignación a estas palabras y organizó la primera marcha a la que denominaron «SlutWalk» que fue traducido al español como "Marcha de las putas".
Los desvelos del policía de Toronto por la vestimenta de las mujeres saltaron a las redes sociales acompañadas de la propuesta de aplicarles un antídoto por aquel entonces de corto recorrido: convocar una Slut Walk ("marcha de las putas") en señal de repulsa.

## Objetivo
El objetivo de la marcha es denunciar la violencia de género y la cultura que culpa a la víctima de violación sexual en vez de acusar al agresor sexual. Tras las manifestaciones muchas mujeres se viste de manera considerada "provocadora" con el mensaje "no nos digais cómo comportarnos, decirles que no nos violen".

## Movimiento internacional
Tras las primeras marchas celebradas en diferentes ciudades de Canadá la propuesta saltó a Estados Unidos a través de las redes sociales y se convirtió en fenómeno sociológico. De ahí el movimiento llegó a una decena de países de todo el mundo como Reino Unido, Australia, India, México, Argentina, Colombia, Costa Rica, Perú, Ecuador, Honduras y Uruguay.

### Ecuador
En Ecuador, la Marcha de las putas, además de recorrer las calles de Quito una vez al año, se ha constituido en un colectivo feminista que se reúne semanalmente alrededor de charlas, debates, intervenciones en el espacio público y otras formas de presencia social y política.

"PUTAS... Porque así nos han llamado por salir de casa, por salir a trabajar, por salir a estudiar, por habernos hecho una ligadura, por tener más de una pareja, por proponer sexo, por andar con minifalda o escote, por salir de noche, por coquetear, por abortar, por andar solas, por decir no, por rechazar, por ser mujer y amar a otra mujer, por contestar, por gozar el placer sexual, por decidir no ser madres, por usar anticonceptivos, por divorciarnos, por negarnos a cumplir los roles establecidos, por habernos negado a vivir la violencia, por no ser puras y virginales... " La Marcha de las Putas. Ecuador

De acuerdo con el Instituto Nacional de Estadística y Censos, 32 de cada 100 mujeres han vivido algún tipo de violencia de género, práctica atribuida a los roles tradicionales de género enraizados.

### México
En julio de 2011 las protestas se trasladaron a México. Entre 3.000 y 7.000 personas, según las autoridades, se echaron a la calle al grito de "No es no, mi cuerpo es mío", para condenar la violencia de género y exigir que no se juzgue a las mujeres por cómo visten. Muchas de las participantes llevaban minifalda y ropas ajustadas, y algunas de ellas menos incluso que eso, y portaban carteles con lemas como "Me reservo el derecho a vestirme como me da la gana",  "Tengo calor, no te estoy coqueteando", "Ni putas ni santas, solo mujeres", "Machete al machote", "Escucha, baboso, yo escojo a quién me cojo" o "Escote sí, escote no, eso lo decido yo". 
En este país, según datos oficiales, cada año son violadas una media de 1.200 mujeres. El problema es de similar envergadura en países de la zona donde también se celebraron estas "marchas de las putas", como El Salvador, Nicaragua, Honduras o Guatemala.

## Logros y contribuciones
- Visibilización de la cultura de la violación: La marcha ha puesto en el centro del debate público cómo la sociedad justifica o minimiza las agresiones sexuales, promoviendo la reflexión sobre la culpabilización de las víctimas y la necesidad de educar en el respeto y el derecho a la equidad.[12]

- Expansión internacional: Este movimiento se ha replicado en más de 200 ciudades en países como México, Argentina, Brasil, India, Australia, y España, adaptándose a las problemáticas específicas de cada contexto. Por ejemplo, en México, se utiliza como espacio para denunciar el feminicidio y la violencia generalizada contra las mujeres.[13]

- Apropiación del discurso: Las participantes resignifican el término "puta", denunciando cómo se ha usado para controlar la sexualidad de las mujeres y reforzar estereotipos. Esto ayuda a desafiar prejuicios y promover una visión de igualdad y respeto.

- Acciones concretas: Además de marchas, el movimiento organiza talleres, actividades culturales y campañas en redes sociales para denunciar y educar sobre la violencia de género. También ha brindado espacios de apoyo emocional para sobrevivientes de abuso, transformando el dolor en acción comunitaria.

## Véase también

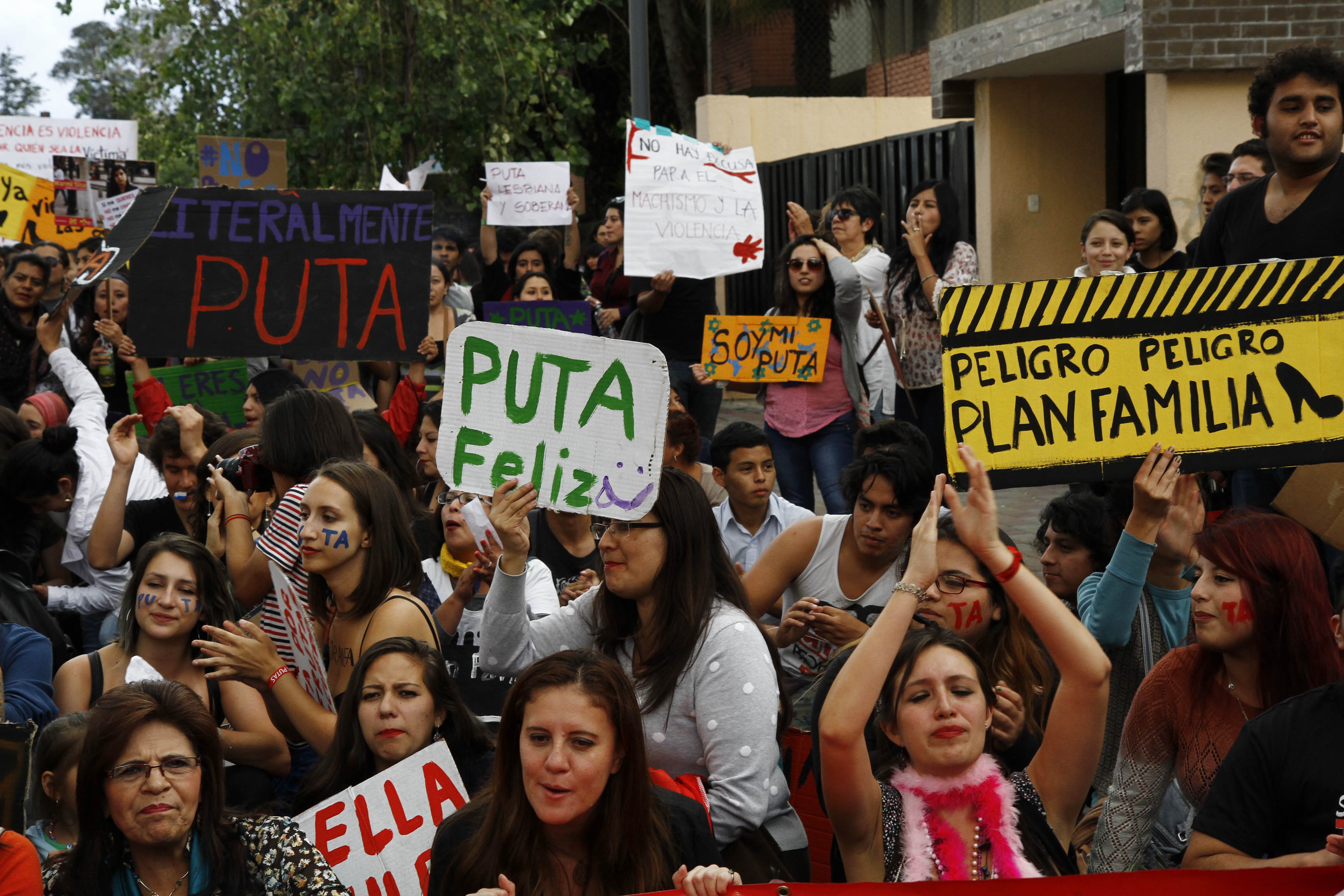
Quito, 2015